# Centruroides schmidti
Centruroides schmidti is een schorpioenensoort uit de familie Buthidae die voorkomt in Midden-Amerika. Centruroides schmidti is 3 tot 5 cm groot. De soort werd voorheen tot C. thorelli gerekend.
Het verspreidingsgebied van Centruroides schmidti omvat Nicaragua en het noordwesten van Costa Rica. In Costa Rica komt de soort voor aan Pacifische zijde van de Cordillera de Guanacaste en aan zowel de Caribische als Pacifische zijdes van de Cordillera de Tilarán. Centruroides schmidti komt in secundair bos tussen 50 en 775 meter boven zeeniveau.